# Maurois

Maurois este o comună în departamentul Nord, Franța. În 1 ianuarie 2022 avea o populație de 405 de locuitori.